# Гордон, Александр (генерал)
Александер Гордон оф Охинтул (англ. Alexander Gordon of Auchintoul, Александр Александрович Гордон; 27 декабря 1669 — июль 1752) — шотландский военачальник, генерал-майор армии русского царя Петра I, зять генерала П. Гордона, автор двухтомной «Истории Петра Великого».

## Биография
Представитель известного шотландского рода. По окончании школы отец направил его в Париж продолжить обучение. Будучи сторонником якобитов, участвовал в войне Аугсбургской лиги (1688—97) на стороне Франции, сражался в Каталонии, дослужился до чина капитана. В 1692/93 годах вернулся к отцу. В 1696 году по рекомендации Патрика Гордона принят Петром I на русскую военную службу, участвовал во Втором Азовском походе в чине подполковника. с 1697 года — полковник.
В 1698 году женился на дочери Патрика Гордона. В 1700 году командовал пехотным полком при Нарве, попал в плен к шведам. В феврале 1708 года получил свободу благодаря обмену пленными и продолжил службу в русской армии, получил чин сначала бригадира, затем генерал-майора. В кампании 1708 года сражался на Десне, в Полтавской битве (1709) не участвовал, будучи откомандирован к корпусу генерал-фельдмаршал-лейтенанта Г. Гольца.
В 1711 году по причине смерти отца уволился с русской службы и вернулся на родину. В 1715 году принял видное участие в восстании якобитов; командовал центром повстанцев в битве с войсками лондонского правительства при Шеррамюре; после подавления мятежа едва избег казни. В 1717 году бежал во Францию, в 1724 году получил чин генерал-лейтенанта французской армии, двинувшейся в Испанию. В 1727 году вернулся в Шотландию.
Написал двухтомную «Историю Петра Великого», в 1755 году напечатанную в Эбердине и вскоре изданную в Лейпциге в немецком переводе.